# Nature Reviews Clinical Oncology
Nature Reviews Clinical Oncology is een internationaal, aan collegiale toetsing onderworpen wetenschappelijk tijdschrift op het gebied van de oncologie. De naam wordt in literatuurverwijzingen meestal afgekort tot Nat. Rev. Clin. Oncol. Het wordt uitgegeven door Nature Publishing Group en verschijnt maandelijks.
Vanaf de oprichting in 2004 tot het jaar 2009 verscheen het tijdschrift onder de naam Nature Clinical Practice Oncology.